# Regeringen Hundseid
Regeringen Hundseid var en norsk regering som tillträdde den 14 mars 1932, efter att den sittande statsministern Peder L. Kolstad avlidit. Statsminister var Jens Hundseid. Regeringen avgick den 3 mars 1933.